# Fairmount (Geórgia)
Fairmount é uma cidade localizada no estado americano de Geórgia, no Condado de Gordon.

## Demografia
Segundo o censo americano de 2000, a sua população era de 745 habitantes.
Em 2006, foi estimada uma população de 814, um aumento de 69 (9.3%).

## Geografia
De acordo com o United States Census Bureau tem uma área de
3,1 km², dos quais 3,1 km² cobertos por terra e 0,0 km² cobertos por água. Fairmount localiza-se a aproximadamente 285 m acima do nível do mar.

## Localidades na vizinhança
O diagrama seguinte representa as localidades num raio de 24 km ao redor de Fairmount.